# 玄綱論
玄綱論，由唐代道士吳筠所作，成書於唐玄宗天寶十三年（754年）。該書分上中下三篇，三十三章，綜述道門理論樞要，收入《正統道藏》太玄部。據唐禮部侍郎權德輿所撰《宗玄集序》稱，吳筠獻《玄綱論》三篇，獲得唐玄宗的「優詔嘉納」，並稱此論 「總論谷神之妙」。權德輿《吳尊師傳》稱其「尤為達識之士所稱」。
全書援引《老子》之自然道義，闡述道教義理和修煉方術及其理論，提出全自身之性是學仙的第一步，以性、形、氣、神、道迭次淨化，達到不死長生的境界，而且「動寂忘而天理自會」。在〈學則有序章〉中，強調「精思」、「至靜」，頗似司馬承禎「坐忘」、「主靜」之說。

## 題解
玄綱，指道門妙理的樞要或綱紀。吳筠《進玄綱論表》云：「重玄深而難賾其奧，三洞秘而罕窺其門，使向風之流浩蕩而無據，遂總括樞要，謂之玄綱」。元好問《通真子墓碣銘》：「玄綱力挽孰我先，苦節終志孰我堅」。 

## 內容
全書綜述道教理論樞要：
上篇《明道德》，九章，闡釋「道德」大旨。謂道乃「虛無之系，造化之根，神明之本，天地之源」；德乃「天地所稟，陰陽所資」。又稱：「通而生之謂道。畜而成之謂德」，天地人物及靈仙鬼神，皆以道德為生成之大本。人雖本道稟德而生，然性動生情，情反於道。故壽夭生死皆不能自主，若能黜嗜欲，隳聰明，無為無慮，至靜虛極，超乎動靜，神氣形全，則與道為一，超脫生死之累。又稱為政之道須「內道德而外仁義。先素樸而後禮智」。
中篇《辯法教》，一十五章，述學道成仙之要旨。謂仙道「皆以至靜為宗，精思為用，齋戒為務，慈惠為先」。然後吐納導引，怡神潤骨，以陽煉陰，使陽盛陰消。雖形動不妨心靜。雖無為而不可小察。又須積陰功，改陽過。五欲無動乎心，衣食任乎自然，餐吸元和，晝夜不寐，自可得道成仙。
下篇《析凝滯》，九章，解析學道成仙之各種疑難。謂成仙與否，惟在學道能否專精，宿稟仙骨者雖為官治世，亦可成仙。忠孝廉貞，有大功及物者，自得上擢天職。又主張修性與煉形不可偏廢。謂獨以得性為妙而不知煉形者，「所謂清靈善爽之鬼，何可以高仙為比哉！」。

## 外部連結
- 玄綱論：四庫全書本 （页面存档备份，存于）